# Présidence de Georges Pompidou
 (septembre 2023).
La mise en forme du texte ne suit pas les recommandations de Wikipédia : il faut le « wikifier ».
Les points d'amélioration suivants sont les cas les plus fréquents. Le détail des points à revoir est peut-être précisé sur la page de discussion.
- Les titres sont pré-formatés par le logiciel. Ils ne sont ni en capitales, ni en gras.
- Le texte ne doit pas être écrit en capitales (les noms de famille non plus), ni en gras, ni en italique, ni en « petit »…
- Le gras n'est utilisé que pour surligner le titre de l'article dans l'introduction, une seule fois.
- L'italique est rarement utilisé : mots en langue étrangère, titres d'œuvres, noms de bateaux, etc.
- Les citations ne sont pas en italique mais en corps de texte normal. Elles sont entourées par des guillemets français : « et ».
- Les listes à puces sont à éviter, des paragraphes rédigés étant largement préférés. Les tableaux sont à réserver à la présentation de données structurées (résultats, etc.).
- Les appels de note de bas de page (petits chiffres en exposant, introduits par l'outil «  Source ») sont à placer entre la fin de phrase et le point final[comme ça].
- Les liens internes (vers d'autres articles de Wikipédia) sont à choisir avec parcimonie. Créez des liens vers des articles approfondissant le sujet. Les termes génériques sans rapport avec le sujet sont à éviter, ainsi que les répétitions de liens vers un même terme.
- Les liens externes sont à placer uniquement dans une section « Liens externes », à la fin de l'article. Ces liens sont à choisir avec parcimonie suivant les règles définies. Si un lien sert de source à l'article, son insertion dans le texte est à faire par les notes de bas de page.
- La présentation des références doit suivre les conventions bibliographiques. Il est recommandé d'utiliser les modèles {{Ouvrage}}, {{Chapitre}}, {{Article}}, {{Lien web}} et/ou {{Bibliographie}}. Le mode d'édition visuel peut mettre en forme automatiquement les références.
- Insérer une infobox (cadre d'informations à droite) n'est pas obligatoire pour parachever la mise en page.

Pour une aide détaillée, merci de consulter Aide:Wikification.
Si vous pensez que ces points ont été résolus, vous pouvez retirer ce bandeau et améliorer la mise en forme d'un autre article.
Président de la République française
Présidence de Charles de Gaulle Présidence de Valéry Giscard d'Estaing
La présidence de Georges Pompidou a commencé le 20 juin 1969 lors de la cérémonie de passation des pouvoirs au palais de l'Élysée.
La présidence Georges Pompidou a dirigé quatre gouvernements successifs, placés sous l'autorité des Premiers ministres Jacques Chaban-Delmas puis Pierre Messmer :
- Gouvernement Jacques Chaban-Delmas du 20 juin 1969 au 5 juillet 1972 ;
- Gouvernement Pierre Messmer (1) du 6 juillet 1972 au 5 avril 1973 ;
- Gouvernement Pierre Messmer (2) du 5 avril 1973 au 1er mars 1974 ;
- Gouvernement Pierre Messmer (3) du 1er mars 1974 au 27 mai 1974.

## Contexte
Le président du Sénat Alain Poher devient président de la République par intérim, après la démission du général de Gaulle, et présente sa candidature pour l'élection présidentielle à suivre. 
Mais il est battu au second de tour des présidentielles le 15 juin 1969, par l’ancien Premier ministre de De Gaulle, Georges Pompidou, qui devient président de la République avec 58,2% des voix, soit environ 11 millions de voix.(*)
Le parti communiste reste puissant (Jacques Duclos obtient 21,3% des voix) mais le reste de la gauche s’effondre : Gaston Defferre est éliminé dès le premier tour avec ses 5%. Quatre ans plus tôt, Mitterrand mettait De Gaulle en ballotage.
La présidence de Georges Pompidou est aujourd’hui quelque peu oubliée. Cela s’explique par sa brièveté, certes, mais aussi parce qu’elle figure comme une continuation de l’élan fondateur gaulliste.

## La nouvelle société
Cependant, en choisissant comme Premier ministre Jacques Chaban-Delmas, le pouvoir s’oriente vers une certaine modernisation. Il ne peut être aveugle aux demandes de changements que portaient mai 68. 
Dans son discours du 16 septembre 1969, « Chaban » appelle à la construction d’une « nouvelle société», plus ouverte à la participation des citoyens, au dialogue social, à la liberté d’expression, et servie par un État plus souple.
Il sera remplacé par un autre « baron » du gaullisme plus conservateur, Pierre Mesmer, le 5 juillet 1972.

## Une politique d’expansion
Le pouvoir, qui bénéficie d’une croissance économique importante (6,6% en 1973), décide de mener une politique de restructuration et de regroupement d’entreprises pour faire face à la concurrence étrangère.
Une politique de construction d’infrastructures est en outre initiée. 
On décide par exemple de construire la première ligne TGV entre Paris et Lyon. 
Pour répondre au développement de la voiture, quatre-cents kilomètres d’autoroutes sont mises en chantier.
Georges Pompidou veut d’ailleurs adapter Paris à l’automobile : le périphérique est inauguré le 25 avril 1973. 
Un grand plan autoroutier pour Paris est établi : il prévoit un maillage serré de la capitale. Les voies sur berge sont construites mais la construction des autres voies sera abandonné par le président suivant.
Même idée de modernisation, domaine différent : la culture. 
Georges Pompidou est à l’origine du musée qui porte aujourd’hui son nom au centre de Paris à Beaubourg.
L’idée est de maintenir le statut de Paris comme capitale mondiale de l’art.

## L’entrée du Royaume-Uni dans la CEE
Georges Pompidou fait un virage important en politique européenne.
Les partenaires de la France lui demandent l’entrée du Royaume-Uni alors que De Gaulle la refusait.
Le traité de Bruxelles, signé le 22 janvier 1972, acte l’entrée du Danemark, de l’Irlande, du Royaume-Uni et de la Norvège dans la CEE.
Ce premier élargissement européen est approuvé par référendum par le peuple français le 23 avril 1972.
Seule la Norvège refuse finalement d’adhérer à la CEE. 

## La fin d’une époque: les Trente Glorieuses
Le règne pompidolien conclut la période des Trente Glorieuses française.
1973 est l’année du premier choc pétrolier. C’est la fin de la « mise à niveau » de l’économie française par rapport à celle des États-Unis. 
Georges Pompidou meurt en cours de mandat le 2 avril 1974. 
Alain Poher débute un nouvel intérim.
Source : Les présidents de la 5e République.
(*) par Adrian · Publié 21/07/2018 · Mis à jour 27/12/2021.
En savoir plus sur : https://www.laculturegenerale.com/presidents-ve-republique-liste/ ©
Le président Pompidou meurt d'une longue maladie (maladie de Waldenström) avant la fin de son mandat.

## Composition du cabinet
| Image | Fonction                         | Nom                                | Nomination                   |
| ----- | -------------------------------- | ---------------------------------- | ---------------------------- |
|       | Secrétaire général               | Michel Jobert Édouard Balladur     | 1969 5 avril 1973            |
|       | Secrétaire général adjoint       | Édouard Balladur Jean-René Bernard | 1969 1973                    |
|       | Directeur de cabinet             | Anne-Marie Dupuy                   | 1973                         |
|       | Chef de l'état-major particulier | Jean Deguil Michel Thénoz          | 20 juin 1969 28 juillet 1971 |